# Pete Rose (giocatore di baseball)
Peter Edward "Pete" Rose Sr., soprannominato Charlie Hustle (Cincinnati, 14 aprile 1941 – Las Vegas, 30 settembre 2024), è stato un giocatore di baseball e allenatore di baseball statunitense di ruolo esterno nella Major League Baseball (MLB).

## Carriera
Rose, un battitore ambidestro, è il leader di tutti i tempi della Major League in valide (4.256), gare giocate (3.562), turni in battuta (14.053), singoli (3.215), e out (10.328). Vinse tre World Series, tre titoli di miglior battitore, uno di MVP della National League, due Guanti d'oro, fu premiato come rookie dell'anno e convocato per 17 All-Star Game in cinque ruoli diversi, un risultato mai eguagliato: (2B, esterno sinistro, esterno destro, 3B e 1B). Nel 1999 fu inserito nella formazione del secolo della MLB. e, nello stesso anno, Sporting News lo inserì al 25º posto nella classifica dei migliori cento giocatori di tutti i tempi.

## Scandalo delle scommesse
Nell'agosto 1989, tre anni dopo il ritiro da giocatore, Rose fu bandito a vita dal baseball in seguito alle accuse di avere giocato a scommettere su risultati di partite, comprese quelle della sua stessa squadra, mentre giocava e allenava i Cincinnati Reds. Nel 1991, la Baseball Hall of Fame votò formalmente per bandire coloro che si trovavano nell'elenco dei "permanently ineligible" (squalificati a vita), fin dall'introduzione della lista, dopo che in precedenza tali giocatori venivano esclusi tramite un accordo informale tra i votanti. Nel 2004, dopo anni di pubbliche smentite, Rose ammise di avere scommesso sul baseball, anche sui Red, ma negò di aver scommesso contro la propria squadra. La questione di una sua possibile riabilitazione, per permettere di inserirlo nella Hall of Fame, rimase un argomento dibattuto nel mondo del baseball. Il 13 maggio 2025 Rose e Shoeless Joe Jackson, i due giocatori più celebri banditi dalla lega, furono riabiliti e divennero eleggibili per la Hall of Fame.
Il 22 giugno 2015, la rete televisiva ESPN pubblicò i risultati di una propria inchiesta giornalistica con la quale si stabiliva che Rose aveva scommesso sul baseball mentre era ancora giocatore-allenatore, dal 1984 al 1986. L'investigazione rese pubblica l'esistenza di registri delle scommesse di Rose sul baseball, documenti che erano state sequestrate dalle autorità federali presso uno degli associati di Rose.

## Palmarès

### Club
- World Series: 3

Cincinnati Reds: 1975, 1976
Philadelphia Phillies: 1980

### Individuale
- MVP della National League: 1

1973
- MVP delle World Series: 1

1975
- MLB All-Star: 17

1965, 1967–1971, 1973–1982, 1985
- Rookie dell'anno della National League - 1963
- Guanti d'oro: 2

1969, 1970
- Formazione del secolo della MLB
- Club delle 3.000 valide